# 海铺村 (利津县)
海铺村，中华人民共和国山东省东营市利津县刁口乡所辖行政村。位于刁口乡驻地西南方。全村人口384户，527人(2010年底)。经济以渔业为主。[区划代码370522206203。